# Pádraig Flynn
Pádraig Flynn (Castlebar, 9 mei 1939) is een politicus van Ierse afkomst. Flynn was jarenlang aangesloten bij de partij Fianna Fáil, maar nam in 2012 ontslag vanwege beschuldigingen van corruptie.

## Biografie
Flynn groeide op in Castlebar. Hij volgde het middelbare onderwijs aan St. Geralds' College in Castlebar. Na afronding van de middelbare onderwijs studeerde hij voor leraar aan de St. Patrick's College of Education in Dublin. In 1963 trouwde Flynn met Dorothy en hij kreeg vier kinderen met haar - een zoon en drie dochters. Flynn begon zijn politieke carrière als lid van de gemeenteraad in Mayo. Tien jaar later werd hij bij de algemene verkiezingen gekozen voor de Dáil Éireann. In 1979 was Flynn een voorstander van Charles Haughey in de strijd om het leiderschap van de partij Fianna Fáil. Zijn loyaliteit werd beloond met de benoeming tot Minister voor de Ierse Taal in februari 1982. Acht maanden later, als een gevolg van een herverdeling van de portefeuilles, werd hij minister voor Handel, Ondernemerschap en Toerisme. Een maand later moest Flynn zijn ministerpost naast zich neerleggen, omdat de partij Fianna Fáil verloor in de verkiezingen van november 1982.
Fianna Fáil werd de grootste partij in de algemene verkiezingen in 1987. Bij de kabinetsformatie werd Flynn benoemd tot Minister van Milieu. In 1989 sprak Flynn zich openlijk uit tegen een coalitie met de Progressieve Democraten, omdat hij van mening was dat de voornaamste denkbeelden te ver uit elkaar lagen. Een jaar later kwam hij opnieuw in opspraak, omdat hij presidentskandidate Mary Robinson openlijk aanviel. Veel vrouwen stemden op Robinson, waardoor zij de verkiezingen won. In 1991 werd Flynn ontslagen in het kabinet, omdat hij steun had gegeven aan een motie van wantrouwen tegen Taoiseach Charles Haughey.
In 1992 werd Albert Reynolds de nieuwe Taioseach. Reynolds beloonde Flynns loyaliteit met de post van Minister van Justitie. In 1993 maakte hij de overstap naar de Europese politiek. Flynn werd de Ierse afgevaardigde bij de Europese Commissie. Hij werd herbenoemd in 1995. De Commissie-Santer (1995-99), waar Flynn deel van uitmaakte, viel in maart 1999 vanwege beschuldigingen van fraude en nepotisme. In Ierland stond Flynn onder vuur, omdat hij een bijdrage voor zijn partij in eigen zak zou hebben gestoken.  In september 1999 vertrok Flynn als Eurocommissaris en verliet hij zowel de Ierse als de Europese politieke arena.
 Martin Bangemann ·  Ritt Bjerregaard ·  Emma Bonino ·  Leon Brittan ·  Hans van den Broek ·  Édith Cresson ·  João de Deus Pinheiro ·  Franz Fischler ·  Pádraig Flynn ·  Anita Gradin ·  Neil Kinnock ·  Erkki Liikanen ·  Manuel Marín ·  Karel Van Miert ·  Mario Monti ·  Marcelino Oreja ·  Christos Papoutsis ·  Jacques Santer ·  Yves Thibault de Silguy ·  Monika Wulf-Mathies
 Martin Bangemann ·  Leon Brittan ·  Hans van den Broek ·  Henning Christophersen ·  Jacques Delors ·  João de Deus Pinheiro ·  Pádraig Flynn ·  Manuel Marín ·  Abel Matutes* ·  Karel Van Miert ·  Bruce Millan ·  Marcelino Oreja ·  Ioannis Paleokrassas ·  Antonio Ruberti ·  Peter Schmidhuber ·  Christiane Scrivener ·  René Steichen ·  Raniero Vanni d'Archirafi
 * afgetreden 
- Nederlandse Thesaurus van Auteursnamen: 115083944
- Parlement.com: vi2jmo2jjid3
- Virtual International Authority File: 280894155
- WorldCat: E39PBJktpGfdCDP6mXyb8JHBfq